# 端姑雅亚·柏特拉
端姑雅亚·柏特拉 GCMG （1917年12月10日—1979年3月29日）是马来西亚第六任最高元首和第二十七任吉兰丹苏丹，也是现代吉兰丹第十任苏丹。
端姑雅亚·柏特拉任期开始不到四月内，首相敦阿都拉萨就去世了。1977年，端姑雅亚·柏特拉统治的州属发生了紧急状态。1979年3月29日，端姑雅亚·柏特拉在任内駕崩。